# Štěpán III. Veliký
Štěpán III. Veliký (rumunsky Ștefan cel Mare; 1433, Borzești u Bacău – 2. července 1504, Suceava) byl moldavský kníže. 

## Život
Byl rozvážným, zbožným a statečným panovníkem,[zdroj⁠?!] který vedl řadu obranných válek s mocnějšími sousedy, kteří se pokoušeli o podmanění jeho země (šlo o Polsko, Uhersko a zejména Osmanskou říši). Připravil Turkům řadu porážek, z nichž nejvýznamnější přišla v bitvě u Vaslui. Na sklonku svého života však musel přistoupit na placení tributu Osmanské říši, neboť nebyl nadále schopen čelit současným útokům všech tří mocných sousedů. Po jeho smrti se Moldavské knížectví začalo rychle propadat do osmanského područí.
Byl synem knížete Bogdana II. a vládu nad knížectvím dobyl na Petru Áronovi, který ji dříve získal zabitím Bogdana.

## Rodina
V roce 1480 Štěpán nakonec uznal svého prvorozeného syna Mirceu, narozeného z jeho aféry z 50. let 15. století s Călțunou z Brăily, a připravoval ho na převzetí trůnu ve Valašsku. Podle Sacerdoțeana k uznání došlo až po smrti Mirceova zákonného otce, který mohl být jedním z bojarů, jejichž život byl ušetřen u Soci.
Štěpán měl také dalšího nemanželského syna, Petru Rareșe, který se v roce 1527 stal moldavským knížetem. Církev považuje jeho matku, Marii Rareșovou, za Štěpánovu čtvrtou manželku, i když je známo, že byla provdána za měšťana.
Štěpán V. „Kobylka“, který vládl Moldavsku v letech 1538–1540, se rovněž prohlašoval za Štěpánova nemanželského syna. Podle Sacerdoțeana je jeho tvrzení věrohodné.
Místní tradice v župě Putna (dnešní Vrancea) připisuje Štěpánovi i další mimomanželské aféry – mnozí rolníci tvrdí, že jsou „z jeho krve“ nebo „z jeho morku“.

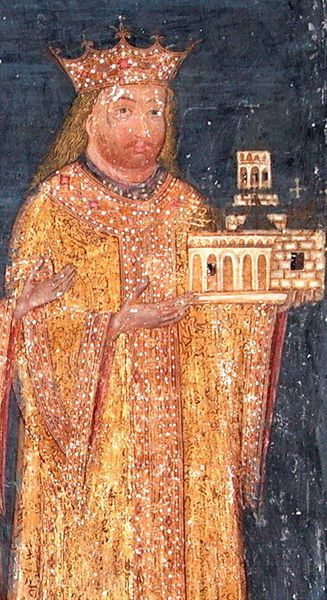
Miniatura z roku 1487, klášter Pătrăuți
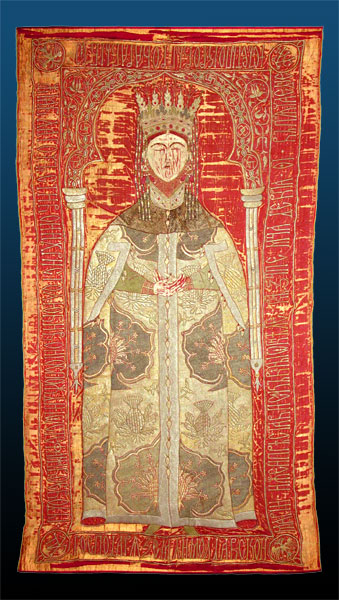
Štěpánova druhá (nebo třetí) manželka, Marie Mangupská
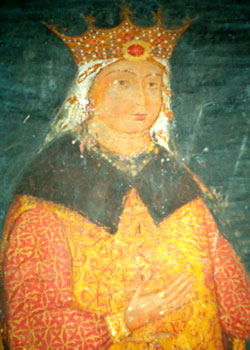
Štěpánova třetí (nebo čtvrtá) manželka, Maria Voichița
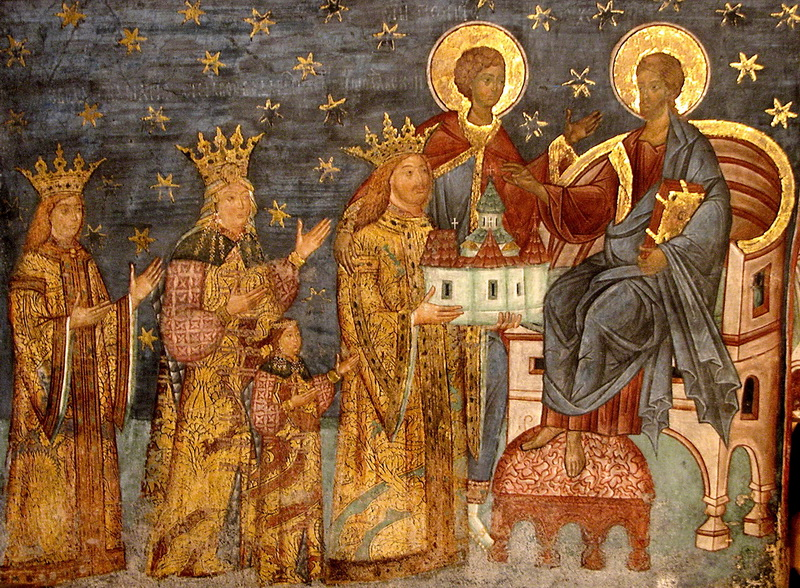
Štěpán, Maria Voichița, Alexandru a Bogdan z kláštera Voroneț
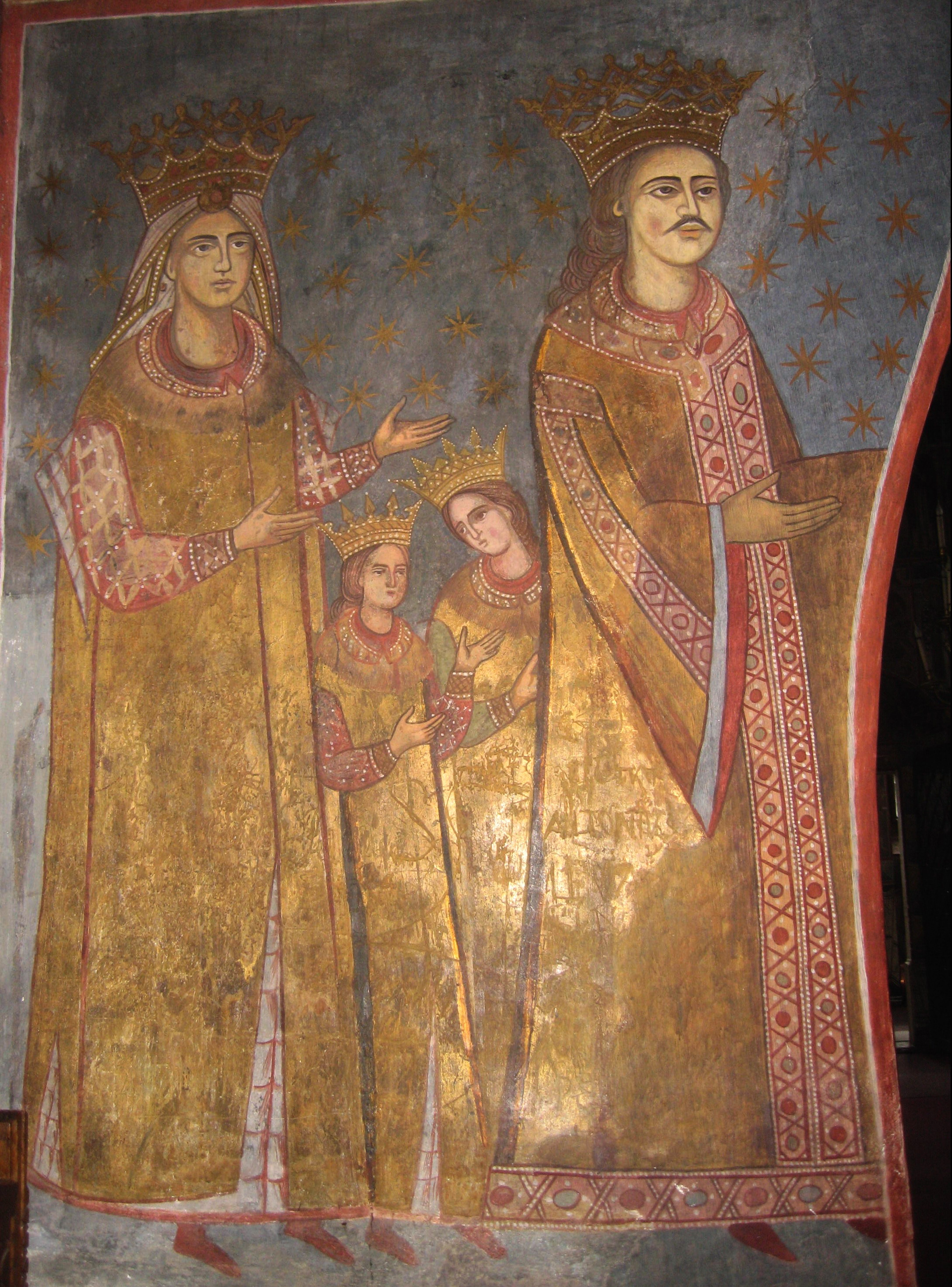
Petru Rareș se svou manželkou a Štěpánovými vnuky, Iliou a Štěpánem IV.
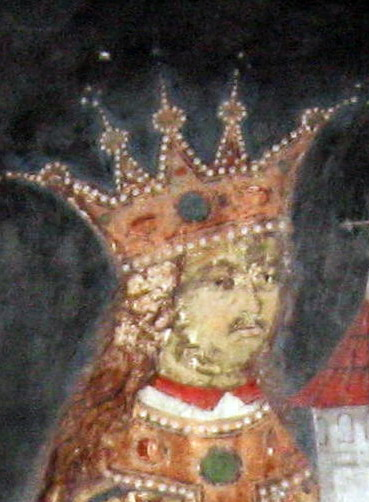
Votivní zobrazení Štěpána, 1503, klášter Dobrovăț